# Сражение при Венси
Сражение при Венси (битва при Винси; фр. bataille de Vinchy) — состоявшееся 21 марта 717 года около селения Венси (современный Ле-Рю-де-Винь) сражение, в котором войско австразийцев под командованием майордома Карла Мартелла нанесло поражение нейстрийскому войску, возглавлявшемуся майордомом Рагенфредом и королём Хильпериком II. Одно из событий Третьей гражданской войны во Франкском государстве 714—719 годов.

## Исторические источники
О сражении при Венси сообщается в целом ряде средневековых исторических источников. Наиболее подробные свидетельства содержатся во франкских анналах, таких как «Книга истории франков», хроника Продолжателей Фредегара, «Ранние Мецские анналы», «Лоршские анналы» и «Верденская хроника».

## Предыстория
После смерти в 714 году майордома Пипина Геристальского между представителями различных группировок франкской знати началась борьба за власть, вскоре переросшая в междоусобицу. Главными претендентами на должность майордома от австразийцев выступали потомки Пипина: сначала его внук Теодоальд, а затем сын от конкубины Альпаиды Карл Мартелл. Нейстрийская и бургундская знать выдвинула на должность майордома выходца из своих кругов Рагенфреда. Эти разногласия стали причиной так называемой Третьей гражданской войны во Франкском государстве.
В первых сражениях междоусобицы среди франков — сражениях при Компьене и при Кёльне — победы одержали воины Рагинфреда и их союзники фризы короля Радбода. Однако в битве, состоявшейся в 716 году на реке Амблев, нейстрийцы потерпели крупное поражение от войска Карла Мартелла.

## Сражение
После победы на Амблеве Карл Мартелл не стал преследовать своих противников, а занялся укреплением своей власти над Австразией. Только в начале весны 717 года он собрал войско, с которым вторгся в Нейстрию. Войско Карла Мартелла, разоряя всё на своём пути, дошло до окрестностей Камбре. Здесь оно было встречено значительно превосходившим австразийскую армию войском, во главе которого стояли Рагенфред и Хильперик II.
По свидетельству франкских анналов, Карл Мартелл направил к нейстрийским военачальникам послов. Те сообщили Рагенфреду и Хильперику II, что мир будет возможен только тогда, когда Карл получит должность своего отца Пипина Геристальского, то есть станет майордомом всего Франкского государства. На это король Хильперик II ответил, что Пипин был узурпатором, лишившим власти королевский род Меровингов. Такой ответ сделал невозможным любые компромиссы между Карлом Мартеллом и его противниками. Современные историки отмечают, что сражение при Венси — одна из немногих битв VII—VIII веков, в которой короли из династии Меровингов принимали личное участие.
Сражение между австразийцами и нейстрийцами произошло у селения Венси (современный Ле-Рю-де-Винь) в 20-х числах марта. По свидетельству большинства хроник, битва состоялась 21 марта («в воскресенье во время Четыредесятницы за двенадцать дней до апрельских календ» или «за неделю до Вербного воскресенья»). Это было одно из наиболее кровопролитных сражений в истории Франкского государства: в хронике Продолжателей Фредегара оно названо «страшной резнёй». Его исход долгое время был неопределённым, но в конце концов победу одержало войско Карла Мартелла. По свидетельству франкских анналов, важную роль в разгроме нейстрийцев сыграло то, что войско австразийцев состояло из хорошо обученных и уже имевших боевой опыт воинов, в то время как войско Рагенфреда и Хильперика, в основном, состояло из простолюдинов.

## Последствия
После сражения при Венси Рагенфред укрылся в своих владениях в Анже, а Хильперик II бежал с поля боя в нейстрийскую столицу, город Париж. Одержав победу, Карл Мартелл с войском дошёл до Парижа, всё разоряя на своём пути, а затем возвратился в Австразию. Здесь он захватил Кёльн, в котором находилась Плектруда, и заставил её выдать ему казну Пипина Геристальского. Вскоре после этого Плектруда скончалась, что способствовало ещё большему усилению власти Карла Мартелла над австразийцами. В том числе, он смог даже избрать для Австразии нового короля Хлотаря IV.
В следующие два года Карл Мартелл значительно расширил подвластные ему территории, взяв под контроль пограничные с Австразией нейстрийские земли. Укрепляя своё влияние на этих территориях, Карл Мартелл ставил здесь на ключевые посты своих сторонников, например, епископа Трира Милона, поручив тому управление епископской кафедры Реймса вместо изнанного Ригоберта. Тогда же, после успешного сражения с фризами вблизи Маастрихта, Карлу Мартеллу удалось возвратить и захваченные в 716 году королём Радбодом австразийские земли на левобережье Рейна.
В свою очередь проигранное сражение положило конец притязаниям Рагенфреда на должность майордома всего Франкского государства. С того времени главной его целью стало удержать власть хотя бы над Нейстрией и Бургундией. Последняя попытка противостоять Карлу Мартеллу была предпринята Рагенфредом в 719 году, однако она закончилась новым разгромом его войск в сражении при Суасоне. Третья гражданская война во Франкском государстве завершилась полной победой Карла Мартелла.

## Комментарии
1. ↑  В некоторых анналах сражение датируется 28 марта («за три дня до апрельских календ»)[11][12].